# Рисполи, Гуидо
Гуи́до Риспо́ли (итал. Guido Rispoli; 10 декабря 1893, Неаполь — 3 июля 1992, Мерано) — итальянский преподаватель и политик.

## Биография
Родился 10 декабря 1893 года в Неаполе. Окончил университет, получив степень в филологии и философии. После этого преподавал в высшей школе. Избирался в Палату депутатов Королевства Италия 29-го созыва (действовала с 28 апреля 1934 по 02 марта 1939 года) и 30-го созыва (действовала с 23 марта 1939 по 2 августа 1943 года), работал в комитете по образованию. С 13 февраля по 25 июля 1943 года занимал должность заместителя министра национального образования в правительстве Бенито Муссолини. В дальнейшем занимался преподавательской работой. Умер 3 июля 1992 в Мерано.